# 腰站镇 (围场县)
腰站镇是中华人民共和国河北省承德市围场满族蒙古族自治县下辖的一个行政建制镇。
2013年，河北省民政厅批复同意撤销腰站乡，设立腰站镇，镇人民政府驻腰站村永安路306号。

## 行政区划
腰站镇下辖以下地区：
腰站村、边墙山村、碑亭子村、乌拉沟村、榆木沟村、下三合义村、上三合义村、永合栈村、永北村、六合店村、画山村、水泉村、五家村、左家店村、正沟村、清泉村和根菜沟村。